# 関市立篠田桃紅美術空間
関市立篠田桃紅美術空間（せきしりつしのだとうこうびじゅつくうかん）は、かつて岐阜県関市にあった篠田桃紅の作品を展示する美術館。関市役所7階にあった。
篠田桃紅は岐阜市出身の父、関市出身の祖母の下育ち、幼少期より美濃和紙に愛着を持つなど関市および岐阜との関わりが深いことから、関市の文化整備事業の一環として市内企業の鍋屋バイテック会社より篠田桃紅の所蔵品を借り展示していた。
1990年代、篠田桃紅には岐阜県に自分の美術館を建てたいとの構想があったのだが、行政では難しいため、作品を多く所有する鍋屋工業（現・鍋屋バイテック）が建設に協力することになった。当時の関市長の後藤昭夫は芸術家でもあり、現代美術に造詣が深かったため、この美術館構想を知ると、関市に誘致を決めることとなった。候補地選びに難航したが、将来のための開きスペースとしていた市役所7階を転用して開館した。
2010年6月には、同市を中心に開催された第30回全国豊かな海づくり大会に臨席をするために訪問した天皇・皇后夫妻の視察先の1つとなった。
設備の異常がみつかり、改修のため2022年（令和4年）3月3日より休館していたが、2023年（令和5年）6月20日から再開する。
2024年（令和6年）2月12日より休館し、同年3月31日に閉館。作品は鍋屋バイテック会社に返却された。

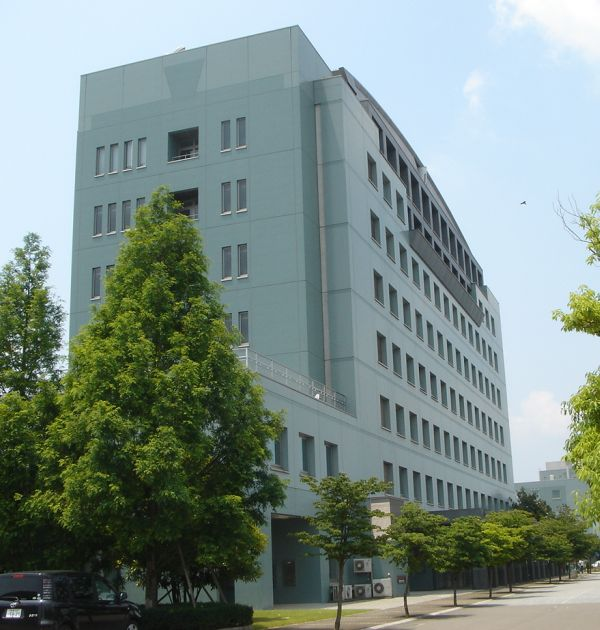
関市立篠田桃紅美術空間が入る関市役所庁舎

## 施設
- 展示室 - 篠田桃紅の作品約30点を常設展示。（年間3～4回の展示替えを実施）
- エントランス
- ロビー
- ミュージアムショップ

## 概要
- 開館時間：9：00～16：30
- 休館日：毎週月曜日、祝日の翌日、12月29日～1月3日、展示替えの期間
- 入館料：高校生以上 300円（20名以上の団体 200円）、中学生以下無料

## アクセス
- 長良川鉄道 関市役所前駅下車。徒歩5分。
- 東海北陸自動車道 関インターチェンジより車で約10分。

## 岐阜現代美術館との関係
2006年9月に鍋屋バイテック会社は工場内に、篠田桃紅の作品を多数展示する岐阜現代美術館を開館した。この事により美術空間は鍋屋バイテック会社のコレクション展示室になっていると関市議会にて指摘があがった。企業のコレクションに庁舎のフロアを提供し経費まで負担する現在の状況は市民に説明が付かないと当美術館を閉館する議題があったが、指定管理者制度により管理運営を岐阜現代美術館の岐阜現代美術財団にまかせる条例改正を2007年に可決して落ち着いている。
ちなみに2005年度の有料入館者は1,333人で、一日あたり3.65人。議会にて検討された段階で投入された税金約1億円から計算すると入館者1人に税金約5,400円が必要だった。